# Imagin (動畫工作室)
Imagin 株式会社 (日语：イマジン株式会社) 是位于日本东京都练马区的动画工作室，由现任总裁酒井明雄于1992年6月15日成立。酒井明雄之前曾在虫制作公司和Madhouse工作。
自2009年以来，该工作室就没有将其归因于动漫。

## 作品列表

### 電視動畫
- 炸彈小新娘（2002年，與 MADHOUSE 合作）
- 超變身巫女祈鬥士（2004年，與 Studio Live 合作）
- 超變身角色扮演前傳（2004年）
- LOVE♥LOVE?（2006年，與 Studio Live 合作）
- 狼与香辛料（2008年）

### OVA
- Z-Mind（1999年， 與日升合作）
- 同級生2 Special 卒業生（1999年）
- 無顔之月（2001年，與 Pink Pineapple、无尽合作，成人向）

### 作画担当

#### 电视动画
- 魔法騎士（1994年-1995年）
- 苏西酱和玛比（1999年-2000年）
- 妹妹公主 RePure（2002年）
- 交响诗篇艾蕾卡7（2005年-2006年）
- 光速蒙面俠21（2005年-2008年）
- 京四郎與永遠的空（2007年）

#### 剧场版动画
- 安妮日记（1995年）

### 制作协力
- 草莓危機（2004年，元请：MADHOUSE）